# Atlanta (piroscafo)
L'Atlanta (già Stella Polare) è stato un piroscafo da carico italiano (ed in precedenza austroungarico), violatore di blocco durante la seconda guerra mondiale.

## Storia
Costruito nel 1908 nei cantieri Russel & Co. di Port Glasgow (numero di cantiere 585) per l'Unione Austriaca di Navigazione Società Anonima (di proprietà dei fratelli Cosulich), con sede a Trieste, l'Atlanta era un piroscafo misto da 4897 tonnellate di stazza lorda e 2720 tonnellate di stazza netta, con una portata lorda di 12.472 tpl ed una portata netta di 7703 tpn. L'apparato propulsivo, costruito dalla ditta D. Rowan & Co. di Glasgow, garantiva la velocità di dodici nodi. Il piroscafo disponeva di sistemazioni per 30 passeggeri in prima classe, 50 in seconda e 1200 in terza. Il 1º aprile 1908 la nave lasciò Glasgow vuota alla volta di New York, per il viaggio inaugurale. Dal 26 febbraio 1909 al 14 marzo 1912 (inizio dell'ultimo viaggio) l'Atlanta effettuò 6 viaggi sulla rotta Trieste-Patrasso-Palermo-New York, per poi essere trasferito sulle rotte dell'America meridionale.
Pochi giorni prima dell'ingresso dell'Italia nella prima guerra mondiale, il 18 maggio 1915, la nave venne venduta a Buenos Aires dall'Unione Austriaca alla Società Importazione Carni Congelate di Venezia e passò sotto bandiera italiana, ricevendo il nuovo nome di Stella Polare. Nello stesso 1915, tuttavia, in seguito all'entrata in guerra dell'Italia, la nave, ritenuta austroungarica perché il cambio di nazionalità non era ancora stato ultimato, venne requisita dalle autorità italiane e passò alle Ferrovie dello Stato (per altre fonti la nave, sino al 1917, venne amministrata per conto del Governo italiano da D. Dalla Porta), che la gestirono per conto del Governo italiano.
Concluso il conflitto, nel 1919, il mercantile riassunse il nome di Atlanta, e nel 1920 (per altre fonti nel 1919) venne restituito all'ex Unione Austriaca, frattanto divenuta Cosulich Società Triestina di Navigazione, con sede a Trieste. La Commissione delle Prede, infatti, ritenne che la vendita fosse servita per mutare in maniera fraudolenta la nazionalità del piroscafo prima della cattura da parte dell'Italia, pertanto, il 20 settembre 1919, dichiarò il mercantile buona preda di guerra, considerandone legittima la cattura. Nonostante le istanze rivolte al governo nel 1921 perché la nave fosse rilasciata ed i noli percepiti per il suo impiego venissero pagati (pagamento mai effettuato perché la nave fu considerata catturata e non sequestrata), la Società Importazione Carni non venne riconosciuta come proprietaria, pertanto l'Atlanta venne restituito alla Cosulich. La nave subì modifiche in modo da poter trasportare 883 passeggeri (tutti in terza classe) e venne quindi destinata alle linee sudamericane per il trasporto degli emigranti italiani. Nel 1932, in seguito alla fusione della Cosulich con altre due grandi compagnie di navigazione, il Lloyd Sabaudo e la Navigazione Generale Italiana, nella Italia Flotte Riunite (dal 1937 Società Anonima di Navigazione Italia), con sede a Genova, l'Atlanta venne trasferito alla nuova compagnia, venendo iscritto, con matricola 2208, al Compartimento marittimo di Genova. 

Un'altra immagine dellAtlanta in partenza da Genova per l'Africa Orientale nel 1935, durante la guerra d'Etiopia.

Nel 1936, nel corso della guerra d'Etiopia, l'Atlanta venne utilizzata come trasporto truppe, effettuando 15 viaggi con destinazione la futura Africa Orientale Italiana. Nel 1936 il piroscafo venne convertito in nave da carico e la stazza lorda fu leggermente ridotta a 4404 tsl. A partire dall'anno successivo la nave venne impiegata sulla rotta Trieste-Buenos Aires.
All'entrata dell'Italia nel secondo conflitto mondiale, il 10 giugno 1940, l'Atlanta, al comando del capitano Mario Rossi, era in navigazione nell'Oceano Atlantico e, non essendo possibile rientrare in Mediterraneo, fece rotta su Las Palmas de Gran Canaria, nell'arcipelago delle Canarie, territorio spagnolo e neutrale, dove giunse il 12 giugno e venne internato. Nei successivi mesi la nave stazionò inattiva in tale porto, con l'equipaggio a bordo.
Nel frattempo lo Stato Maggiore della Regia Marina aveva proposto ed ottenuto di mettere a punto un piano per far forzare il blocco alleato da parte dei mercantili rifugiati nelle nazioni neutrali più benevole nei confronti dell'Italia (Spagna, Brasile e Giappone) e farli giungere a Bordeaux, base atlantica italiana (Betasom) nella Francia occupata: le navi sarebbero passate sotto il controllo delle forze tedesche, mentre i carichi (ancora a bordo da quando, dopo la dichiarazione di guerra, si erano rifugiate nei porti neutrali) sarebbero stati trasferiti in Italia via terra. Dopo la trasmissione delle istruzioni da seguire per la partenza ed il viaggio, venne organizzata la partenza dei vari mercantili, iniziando dalla Spagna continentale, dalla quale, tra il febbraio ed il giugno 1941, si trasferirono a Bordeaux i mercantili Clizia, Capo Lena ed Eugenio C.. Venne quindi organizzato il trasferimento delle navi che si trovavano nelle Canarie, 17 in tutto. Dato che tuttavia, dopo un anno di inattività, molte unità non erano in condizioni adatte ad affrontare una difficile traversata atlantica in tempo di guerra (le carene erano ricoperte di denti di cane ed alcune navi non erano entrate in bacino di carenaggio da oltre due anni), venne disposto l'invio alle Canarie del capitano di corvetta Eugenio Normand, che ispezionò tutti i mercantili là internati e compilò un dettagliato rapporto in cui individuò in nove le navi che avrebbero potuto prendere il mare: tra di esse vi era l'Atlanta. Tra aprile e maggio partirono per la Francia, nell'ordine, i mercantili Capo Alga, Burano, Recco, Sangro, Gianna M. e Todaro: i primi due e l'ultimo giunsero a destinazione, mentre andarono perduti Recco, Sangro e Gianna M..
L'Atlanta, camuffato da nave inglese, fu la settima unità a partire, con a bordo un carico di 4000-5000 tonnellate di materiali di vario genere (a bordo sin dal giugno 1940), nella notte del 29 maggio 1941. Gran parte del viaggio trascorse senza avvistamenti od incontri con navi od aerei nemici o sconosciuti ed in condizioni di mare calmo, ma il 5 giugno la nave, giunta nei pressi delle Azzorre, incappò in una depressione e conseguentemente in un violento fortunale, proveniente dal quarto quadrante, che obbligò il piroscafo, spazzato dalle onde, a rimanere alla cappa sino all'8 giugno. Migliorate le condizioni del tempo, nelle acque delle Azzorre l'Atlanta incontrò una fitta nebbia a banchi, che lo obbligò ad atterrare su Capo Villano (raggiunto la sera dell'11 giugno) utilizzando esclusivamente il radiogoniometro, ma che evitò anche la sua individuazione da parte di navi nemiche. Il piroscafo proseguì quindi costeggiando il litorale spagnolo, ed incontrando dapprima numerosi pescherecci e mercantili spagnoli e poi, nei dintorni della Gironda, un mercantile francese (privo di contrassegni di nazionalità), che salutò la nave italiana, la quale rispose augurando anch'essa buon viaggio all'unità francese. Nella mattinata del 13 giugno l'Atlanta avvistò alcuni aerei in avvicinamento: l'equipaggio, temendo il peggio, si preparò ad abbandonare la nave ed il comandante Rossi ordinò di prepararsi all'autoaffondamento, ma i velivoli si rivelarono essere tedeschi. Riconosciuto il piroscafo nonostante il camuffamento, gli aerei lo sorvolarono ad alta quota facendo i segnali di riconoscimento, e si allontanarono a grande velocità dopo che l'Atlanta ebbe risposto scoprendo i boccaporti su cui erano dipinti i colori italiani. Alle 20 l'unità venne contattata dal semaforo di La Coubre, che richiese il nominativo, subito comunicato, ed alle 20.30 il piroscafo imbarcò il pilota, tedesco, che informò che la nave si sarebbe dovuta ormeggiare a Le Verdon in attesa della marea favorevole. All'alba del 14 giugno 1941 (per altre fonti il 15) l'Atlanta iniziò la risalita della Gironda, ed alle dieci del mattino (od alle 00.13) si pose all'ormeggio nel porto di Bordeaux, dopo un viaggio di 3534 miglia.
Il 9 settembre 1943, in seguito alla proclamazione dell'armistizio, l'Atlanta venne catturato dalle forze tedesche ed affidato all'armatore Robert M. Sloman jr. di Amburgo, venendo usato come nave frigorifera. Secondo alcune fonti il piroscafo venne ribattezzato Charlotte, ma altre fonti riportano invece che il nominativo Charlotte era solo un nome in codice attribuito alla nave in occasione del suo transito nel canale della Manica, nel marzo 1944 (nel quale il piroscafo, lasciata Bordeaux, fece tappa a Brest e raggiunse Hoek van Holland).
Il 12 (o 11) gennaio 1945 il piroscafo, carico di 3500 tonnellate di provviste ed in navigazione in convoglio con i mercantili Bahia Camarones e Wesermarch e con la scorta dei dragamine M 253, M 273, M 436 ed M 456 (e l'appoggio del sommergibile U 427), venne intercettato ed attaccato nelle acque di Egersund da una formazione britannica composta dall'incrociatore pesante Norfolk (o Kent), dall'incrociatore leggero Bellona e dai cacciatorpediniere Onslow, Orwell ed Onslaught, inviati alla ricerca di naviglio nemico sulle coste norvegesi nell'ambito dell'operazione «Spellbinder» (nel combattimento intervennero anche le batterie costiere di Egersund ed Egenroy). Gravemente danneggiato dal tiro degli incrociatori ed abbandonato dall'equipaggio dopo pochi minuti (al pari del Bahia Camarones, mentre l'M 273 venne affondato subito), l'Atlanta s'inabissò poco dopo al largo di Egersund, in posizione 58°20' N e  5° O.